# Беккари, Клодин
Клодин Беккари (фр. Claudine Beccarie; род. 14 июня 1945, Кретей) — французская порноактриса 1970-х годов. Ее называли «французской Линдой Лавлейс», а газета «Нью-Йорк Таймс» описывала ее как «одну из самых успешных порнографических исполнительниц Франции».

## Биография
Родилась 14 июня 1945 года в Кретее. Беккари работала стриптизёршей, когда Сильвия Бурдон познакомила ее с Лассе Брауном. Бурдон рассказала Беккари о порнографических фильмах Брауна. Беккари отправился в Бреду с Бурдон, чтобы встретиться с Брауном. В 1972 году она снялась в своем первом фильме, который был выпущен в Нидерландах. Беккари и Бурдон придумали концепцию культового фильма Брауна 1973 года «Оргия тортов». Беккари была одной из звезд фильма, который закончился тем, что она помочилась на своих коллег по актерскому составу. «Оргия тортов» была запрещена в Соединенных Штатах, а Рубену Штурману было предъявлено обвинение в непристойности, однако позже он был оправдан.
В 1975 году она снялась в документальном фильме «Выставка».
В 1976 году она появилась в роли Клодин в оригинальном фильме «Окровавленные губы» и сыграла Дженнифер в ремейке фильма. Несколько месяцев спустя она отказалась от жесткой порнографии. С конца 1970-х по 1980-е годы Беккари снялся в нескольких фильмах о нацистской эксплуатации.

## Взгляды на сексуальность и порнографию
Беккари идентифицировала себя как сексуально раскрепощенная. В интервью для Cinema X в 1975 году она поделилась: «Я не лесбиянка. И не бисексуалка. Я верю в мужчин. Я сексуально раскрепощена!».